# Manihot weddelliana
Manihot weddelliana är en törelväxtart som beskrevs av Henri Ernest Baillon. Manihot weddelliana ingår i släktet Manihot och familjen törelväxter. Inga underarter finns listade i Catalogue of Life.